# Dhuti
Dhuti és un poble de l'Índia al districte de Balaghat a Madhya Pradesh. A la rodalia hi ha construïda una resclosa sobre el riu Wainganga. És prop de Lamta i a 65 km de Balaghat. La resclosa és antiga (construïda vers 1911-1923); té una altura de 8,5 metres i una llargada de 1252 metres; la seva amplada és de 273 metres; el nivell màxim de l'aigua és de 333 metres. S'utilitza per regar els camps. El 2011 tenia 985 habitants.